# Phyllostachys veitchiana
Phyllostachys veitchiana är en gräsart som beskrevs av Alfred Barton Rendle. Phyllostachys veitchiana ingår i släktet Phyllostachys och familjen gräs. Inga underarter finns listade i Catalogue of Life.